# Malaia signatipennis
Malaia signatipennis är en skalbaggsart som beskrevs av Hermann Burmeister 1855. Malaia signatipennis ingår i släktet Malaia och familjen Rutelidae. Inga underarter finns listade i Catalogue of Life.